# Ryan Reynolds
Ryan Rodney Reynolds (sinh ngày 23 tháng 10 năm 1976) là nam diễn viên, nhà sản xuất phim người Canada. Anh bắt đầu sự nghiệp của mình với vai chính trong vở kịch xà phòng dành cho thanh thiếu niên Canada Hillside (1991–1993), và có những vai nhỏ trước khi đảm nhận vai chính trong bộ phim sitcom Two Guys and a Girl từ năm 1998 đến 2001. Sau đó Reynolds đóng vai chính trong nhiều bộ phim, bao gồm phim hài như National Lampoon's Van Wilder (2002), Waiting ... (2005), và The Proposal (2009). Anh cũng tham gia các vai chính kịch trong Buried (2010), Woman in Gold (2015) và Life (2017), đóng các phim hành động như Blade: Trinity (2004), Green Lantern (2011), 6 Underground (2019) và Free Guy (2021), và cung cấp lồng tiếng trong các bộ phim hoạt hình The Croods (2013), Turbo (2013), Pokémon: Detective Pikachu (2019) và The Croods: A New Age (2020).
Thành công thương mại lớn nhất của Reynolds đến với các bộ phim siêu anh hùng Deadpool (2016) và Deadpool 2 (2018), trong đó anh đóng vai nhân vật chính cùng tên. Người từng lập nhiều kỷ lục vào thời điểm phát hành cho một bộ phim hài xếp hạng R và màn trình diễn của anh ấy đã mang về cho anh ấy đề cử tại Giải thưởng điện ảnh lựa chọn của các nhà phê bình và Giải thưởng Quả cầu vàng.
Reynolds đã được trao một ngôi sao trên Đại lộ Danh vọng Hollywood vào năm 2017. Anh đã kết hôn hai lần: với nữ diễn viên Scarlett Johansson từ năm 2008 đến năm 2011, và từ năm 2012 với nữ diễn viên Blake Lively, người mà anh có ba cô con gái.

## Tiểu sử
Ryan Rodney Reynolds sinh ngày 23 tháng 10 năm 1976 tại Vancouver, British Columbia. Anh là con út trong gia đình có 4 người con trai. Cha của anh, James Chester Reynolds, là một Cảnh sát viên Hoàng gia Canada trước khi nghỉ hưu và chuyển sang làm công việc bán buôn thực phẩm. Mẹ anh, Tamara Lee (nhũ danh Stewart) làm việc trong lĩnh vực bán lẻ. Reynolds có hai anh trai làm việc trong ngành thực thi pháp luật ở British Columbia, một trong số họ đã theo cha tham gia RCMP. Ông nội của anh, Chester Reynolds, là một nông dân đại diện cho Stettler trong Hội đồng Lập pháp của Alberta từ năm 1940 đến năm 1944.  Reynolds có tổ tiên là người Ireland và Scotland, và lớn lên trong Nhà thờ Công giáo La Mã ở khu phố Kitsilano của Vancouver. Anh ấy đã tham gia đóng phim từ năm 13 tuổi. Anh tốt nghiệp trường trung học Kitsilano vào năm 1994, trường mà anh theo học với nam diễn viên Joshua Jackson. Reynolds đóng một số vai nhỏ trong một số phim truyền hình, nhưng chán nản và bỏ diễn ở tuổi 19 để đăng ký học tại Đại học Bách khoa Kwantlen. Vài tháng sau, anh tình cờ gặp nam diễn viên Chris William Martin, người đã thuyết phục anh ta thử lại và cùng anh ta chuyển đến Los Angeles.

## Sự nghiệp

### 1991–2003
Sự nghiệp của Reynolds bắt đầu vào năm 1991 khi anh đóng vai Billy Simpson trong vở opera xà phòng dành cho tuổi teen Hillside do Canada sản xuất , được phát hành tại Hoa Kỳ bởi Nickelodeon với tên Fifteen. Năm 1993, Reynolds đóng vai một đứa trẻ chuyển từ Ấn Độ đến Canada sau cái chết của cha mình trong bộ phim Phép thuật thông thường. Từ năm 1993 đến năm 1994, anh có một vai định kỳ trong The Odyssey với vai Macro. Năm 1996, anh có một vai phụ là Jay "Boom" DeBoom trong "Syzygy", tập thứ mười ba của mùa thứ ba của The X-Files, và đóng chung với Melissa Joan Hart trong bộ phim truyền hình Sabrina The Teenage Witch. Năm 1996, Reynolds đóng vai Bobby Rupp, bạn trai của thiếu niên bị sát hại Nancy Clutter, trong miniseries hai phần In Cold Blood, chuyển thể từ tiểu thuyết phi hư cấu cùng tên của Truman Capote. Anh cũng xuất hiện trong tuyển tập The Outer Limits tập "Origin of the Species", được phát sóng ban đầu vào ngày 14 tháng 11 năm 1998. Bắt đầu từ năm 1998, Reynolds đóng vai chính trong Two Guys, A Girl and a Pizza Place, đóng vai sinh viên y khoa Michael "Berg" Bergen, trong suốt bốn mùa của chương trình. Anh đóng vai chính trongbộ phim National Lampoon Van Wilder vào năm 2002, xuất hiện trongThe In-Laws với Michael Douglas và Albert Brooks, và cả trong Foolproof sản xuất của Canada năm 2003.

### 2004–2015
Mặc dù anh ấy chủ yếu tham gia các bộ phim hài, Reynolds đã phải trải qua quá trình rèn luyện thể chất căng thẳng để vào vai hành động như nhân vật Hannibal King trong bộ phim năm 2004 Blade: Trinity. Cùng năm, anh xuất hiện trong phim Harold & Kumar Go to White Castle với tư cách là một y tá. Reynolds đóng vai George Lutz trong bản làm lại năm 2005 của bộ phim kinh dị The Amityville Horror năm 1979. Cũng trong năm 2005, anh đóng vai một bồi bàn tên là Monty trong Waiting ... và xuất hiện với vai giám đốc điều hành âm nhạc Chris Brander trong bộ phim hài lãng mạn Just Friends cùng với Amy Smart và Anna Faris. Trong Just Friends, Reynolds hát nhép "I Swear" ở phần cuối phim. Ngoài ra, anh đóng vai một đặc vụ FBI cùng với Ray Liotta trong bộ phim hành động tội phạm năm 2006 Smokin 'Aces. Reynolds đóng vai nhân vật chính trong bộ phim chắc chắn, có thể năm 2008. Anh cũng xuất hiện trong đêm chung kết mùa thứ hai của loạt phim truyền hình Scrubs. Năm 2007, Reynolds đóng vai khách mời trong vai Hams, bạn của Brendan trong tập "Douchebag in the City" của sitcom My Boys của đài TBS.

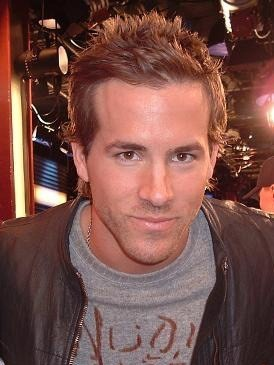
Reynolds năm 2007.

Reynolds đã thể hiện Wade Wilson / Weapon XI trong một vai phụ trong bộ phim X-Men tiền truyện, X-Men Origins: Wolverine, được phát hành vào năm 2009. Trước đây anh ấy đã nói về sự quan tâm và tham gia của mình trong một bộ phim có khả năng chuyển thể từ Deadpool với nhà biên kịch David S. Goyer từ năm 2005. Năm 2009 cũng chứng kiến Reynolds đóng vai Andrew Paxton, cùng với Sandra Bullock, trong The Proposal, và Mike Connell trong Adventureland.
Năm 2010, Reynolds đóng vai chính trong bộ phim kinh dị Buried của Tây Ban Nha và Mỹ, được chiếu tại Liên hoan phim Sundance. Vào tháng 6 năm 2010, Reynolds được mời gia nhập Viện Hàn lâm Khoa học và Nghệ thuật Điện ảnh. Reynolds đã miêu tả phiên bản Hal Jordan của siêu anh hùng Green Lantern trong bộ phim cùng tên của Warner Bros., được phát hành vào ngày 17 tháng 6 năm 2011. Bộ phim không đạt doanh thu cao cả về mặt tài chính lẫn phê bình, nhưng vai diễn của anh đã khiến anh trở thành một trong những ít diễn viên xuất hiện trên các bộ phim dựa trên cả các nhân vật của Marvel và DC. Năm 2011, anh đóng vai chính trong bộ phim hài The Change-Up, cũng như tường thuật bộ phim tài liệu The Whale. Năm 2012, anh đóng vai một đặc vụ trong Safe House, cùng với Denzel Washington. Sau đó, anh đóng vai chính trong hai bộ phim hoạt hình của Dreamworks Animation, The Croods và Turbo, đều được phát hành vào năm 2013. Vai diễn tiếp theo của anh là thể hiện Nick Walker trong bộ phim chuyển thể từ RIPD (Rest in Peace Department) của Universal Pictures, được phát hành vào năm 2013. Reynolds tiếp tục đóng vai chính trong bộ phim kinh phí thấp, The Voices và The Captive vào năm 2014, cũng như Mississippi Grind vào năm sau. Tiếp theo là một vai phụ trong bộ phim tiểu sử thành công về mặt tài chính, Woman in Gold, trước khi anh trở lại thể loại kinh dị với Self / Less, cũng vào năm 2015.

### 2016–nay

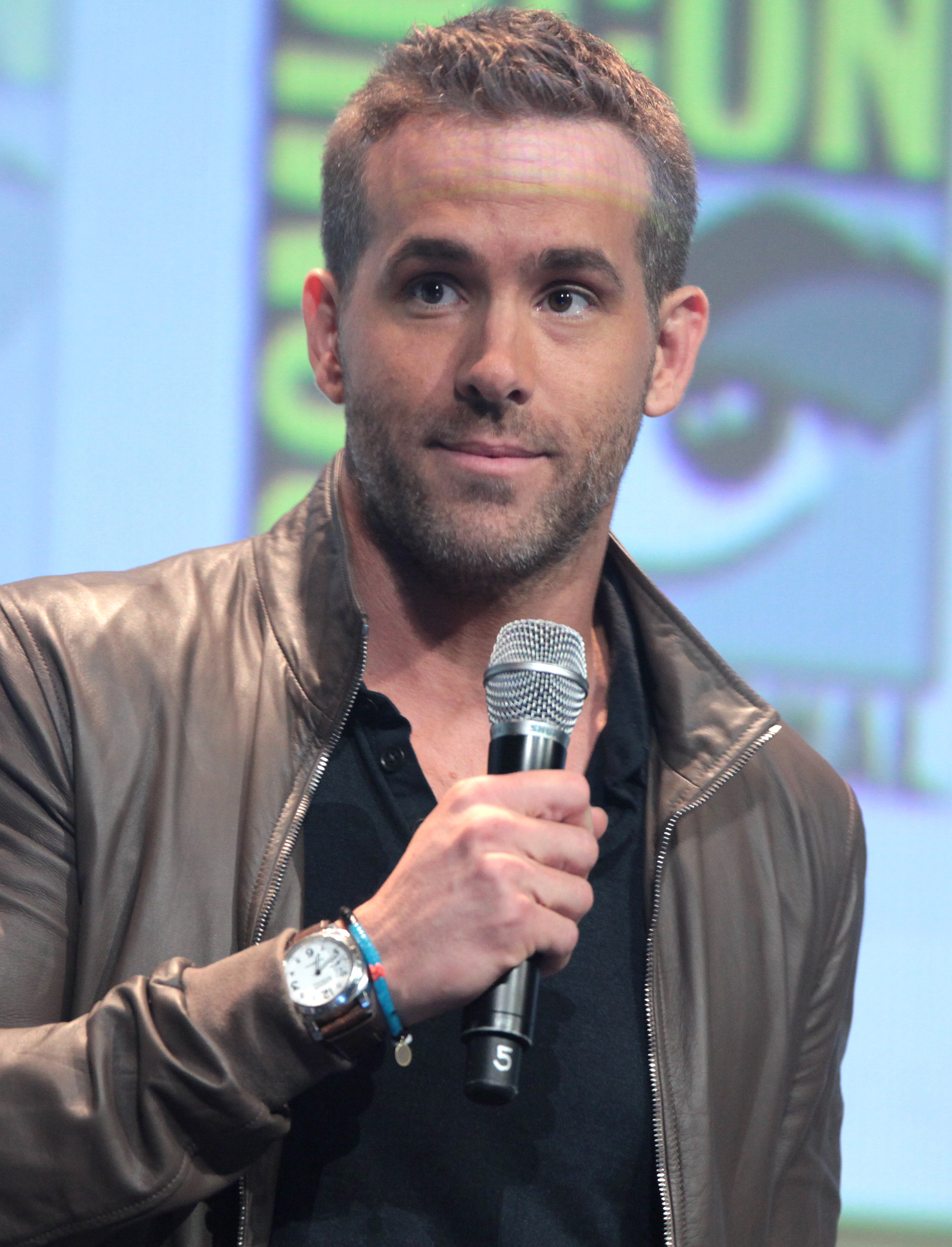
Reynolds tại San Diego Comic-Con năm 2015 quảng bá Deadpool.

Năm 2016, Reynolds đạt được thành công về mặt thương mại và phê bình với Deadpool, một bộ phim đã được phát triển từ đầu năm 2000. Sau khi thể hiện Wade Wilson / Weapon XI, không có tên Deadpool, trong X-Men Origins: Wolverine, anh ấy đã tham gia rất nhiều vào sự phát triển của một bộ phim Deadpool. Deadpool giới thiệu việc khởi động lại nhân vật, bỏ qua các sự kiện của X-Men Origins: Wolverine, và thiết lập một cốt truyện mới cho nhân vật gần gũi hơn với nguyên tác của Marvel Comics. Bộ phim diễn ra trong vũ trụ điện ảnh X-Men lớn hơn, có thể thực hiện được nhờ dòng thời gian được thiết lập lại trong X-Men: Days of Future Past. Deadpool đã lập một số kỷ lục phòng vé, bao gồm: doanh thu toàn cầu đạt 264,9 triệu USD từ 62 thị trường, đây là doanh thu lớn nhất năm 2016, lớn nhất đối với phim xếp hạng R và lớn thứ hai đối với Fox, chỉ sau Star Wars: Episode III - Revenge of the Sith (303,9 triệu USD). Nó cũng ghi nhận IMAX 2D mở màn lớn nhất trên toàn thế giới mọi thời đại với 27,4 triệu đô la từ 606 rạp IMAX, vượt qua The Dark Knight Rises (23,8 triệu đô la). Thành công về mặt tài chính và quan trọng của bộ phim đã khiến hãng phim tiến tới với phần tiếp theo.
Cũng trong năm 2016, Reynolds có một vai phụ trong bộ phim kinh dị Criminal của đạo diễn Ariel Vromen. Vào ngày 15 tháng 12 năm 2016, Reynolds nhận được một ngôi sao trên Đại lộ Danh vọng Hollywood tại số 6801 Đại lộ Hollywood. Reynolds đóng chung với Jake Gyllenhaal và Rebecca Ferguson trong bộ phim kinh dị khoa học viễn tưởng Life vào năm 2017, bộ phim tái hợp anh với đạo diễn Daniel Espinosa của Safe House. Reynolds bắt đầu quay Deadpool 2 vào tháng 6 năm 2017. Phim khởi chiếu vào ngày 18 tháng 5 năm 2018. Vào tháng 5 năm 2019, anh đóng vai chính trong Pokémon Detective Pikachu, một bộ phim hành động chuyển thể từ trò chơi điện tử Detective Pikachu. Reynolds lồng tiếng và là diễn viên ghi lại chuyển động khuôn mặt cho nhân vật thám tử Pikachu bằng CGI.
Vào tháng 1 năm 2019, Reynolds được mệnh danh là gương mặt đại diện cho Armani Code dẫn đầu với chiến dịch cho mùi hương Absolu của họ. Cũng trong năm đó, anh đóng vai chính trong bộ phim kinh dị hành động 6 Underground của Netflix , do Michael Bay đạo diễn. Phim được phát hành vào ngày 13 tháng 12.
Reynolds là nhà sản xuất điều hành của chương trình gameshow ABC Don't, được công chiếu vào ngày 11 tháng 6 năm 2020. Vào tháng 1 năm 2019, có thông báo rằng anh ấy sẽ trở lại với vai trò lồng tiếng cho Guy trong phần tiếp theo của The Croods. Bộ phim The Croods: A New Age, cũng được phát hành vào năm 2020.
Năm 2021, Reynolds đóng 3 phim. Đầu tiên, Hitman's Wife's Bodyguard, là một bộ phim hài hành động của đạo diễn Patrick Hughes và do Tom O'Connor, Brandon và Phillip Murphy viết kịch bản. Bộ phim là phần tiếp theo của bộ phim The Hitman's Bodyguard năm 2017 cũng có sự tham gia của Reynolds, Samuel L. Jackson, Salma Hayek và Richard E. Grant, những người đã diễn lại vai diễn của họ. Bắt đầu từ tháng 4 năm 2019, Reynolds đã quay bộ phim thứ hai vào năm 2021, bộ phim hài hành động khoa học viễn tưởng Free Guy, do Shawn Levy đạo diễn, từ một kịch bản của Matt Lieberman và Zak Penn, và một câu chuyện của Lieberman. Reynolds đóng vai "một nhân vật nền nhận ra mình đang sống trong một trò chơi điện tử. Với sự trợ giúp của hình đại diện, anh ta cố gắng ngăn những người làm trò chơi đóng cửa thế giới của anh ta." Ngoài sự tham gia của Jodie Comer , Lil Rel Howery, Utkarsh Ambudkar , Joe Keery và Taika Waititi, bộ phim đã được phát hành rạp tại Hoa Kỳ vào ngày 13 tháng 8 bởi 20th Century Studios. Trong bộ phim cuối cùng trong năm của anh ấy, Reynolds đóng vai chính cùng với Dwayne Johnson và Gal Gadot trong phim kinh dị Red Notice của Netflix, do Rawson Marshall Thurber viết kịch bản và đạo diễn.
Vào tháng 10 năm 2021, Reynolds thông báo rằng anh sẽ nghỉ "một chút thời gian nghỉ phép" sau khi sản xuất Spirited Away.

## Trên các phương tiện truyền thông
Vào tháng 10 năm 2008, Reynolds viết cho The Huffington Post về kế hoạch chạy Marathon Thành phố New York cho người cha của anh, vào thời điểm đó, bị bệnh Parkinson. Reynolds xuất hiện trong danh sách Người đàn ông quyến rũ nhất cuộc đời của People vào năm 2007 và 2009, và được trao danh hiệu cao nhất vào năm 2010.
Vào ngày 12 tháng 2 năm 2012, Reynolds xuất hiện trên Top Gear của BBC với tư cách là Ngôi sao trên chiếc xe có giá hợp lý. Anh ấy đã đăng thời gian là 1:43.7.
Vào ngày 13 tháng 5 năm 2018, chương trình truyền hình thực tế King of Mask Singer của Hàn Quốc được phát sóng, Reynolds đã có một màn trình diễn đặc biệt trong tiết mục mở màn, hát bài "Tomorrow".

## Danh sách phim

### Điện ảnh
| Năm  | Phim                              | Vai diễn                                                                                      | Ghi chú                                                                        |             |
| ---- | --------------------------------- | --------------------------------------------------------------------------------------------- | ------------------------------------------------------------------------------ | ----------- |
| 1993 | Ordinary Magic                    | Jeffrey                                                                                       |                                                                                |             |
| 1997 | The Alarmist                      | Howard Ancona                                                                                 |                                                                                |             |
| 1999 | Coming Soon                       | Henry Lipschitz                                                                               |                                                                                |             |
| 1999 | Dick                              | Chip                                                                                          |                                                                                |             |
| 2000 | Boltneck                          | Karl                                                                                          | Originally known as Big Monster on Campus                                      |             |
| 2000 | We All Fall Down                  | Red Shoes                                                                                     |                                                                                |             |
| 2001 | Finder's Fee                      | Quigley                                                                                       |                                                                                |             |
| 2002 | National Lampoon's Van Wilder     | Van Wilder                                                                                    |                                                                                |             |
| 2002 | Buying the Cow                    | Mike Hanson                                                                                   |                                                                                |             |
| 2003 | The In-Laws                       | Mark Tobias                                                                                   |                                                                                |             |
| 2003 | Foolproof                         | Kevin                                                                                         |                                                                                |             |
| 2004 | Harold & Kumar Go to White Castle | Male nurse                                                                                    |                                                                                |             |
| 2004 | Blade: Trinity                    | Hannibal King                                                                                 |                                                                                |             |
| 2005 | The Amityville Horror             | George Lutz                                                                                   |                                                                                |             |
| 2005 | Waiting...                        | Monty                                                                                         |                                                                                |             |
| 2005 | Just Friends                      | Chris Brander                                                                                 |                                                                                |             |
| 2006 | Smokin' Aces                      | Richard Messner                                                                               |                                                                                |             |
| 2007 | The Nines                         | Gary / Gavin / Gabriel                                                                        |                                                                                |             |
| 2008 | Chaos Theory                      | Frank Allen                                                                                   |                                                                                |             |
| 2008 | Definitely, Maybe                 | Will Hayes                                                                                    |                                                                                |             |
| 2008 | Fireflies in the Garden           | Michael                                                                                       |                                                                                |             |
| 2009 | Adventureland                     | Mike Connell                                                                                  |                                                                                |             |
| 2009 | X-Men Origins: Wolverine          | Wade Wilson / Weapon XI / Deadpool                                                            | Additional dialogue                                                            |             |
| 2009 | The Proposal                      | Andrew Paxton                                                                                 |                                                                                |             |
| 2009 | Paper Man                         | Captain Excellent                                                                             |                                                                                |             |
| 2010 | Buried                            | Paul Conroy                                                                                   |                                                                                |             |
| 2011 | Green Lantern                     | Hal Jordan / Green Lantern                                                                    |                                                                                |             |
| 2011 | The Change-Up                     | Mitch Planko                                                                                  |                                                                                |             |
| 2011 | The Whale                         | Narrator                                                                                      | Also executive producer                                                        |             |
| 2012 | Safe House                        | Matt Weston                                                                                   |                                                                                |             |
| 2012 | Ted                               | Jared                                                                                         | Uncredited cameo                                                               |             |
| 2013 | The Croods                        | Guy (lồng tiếng)                                                                              |                                                                                |             |
| 2013 | Turbo                             | Turbo (lồng tiếng)                                                                            |                                                                                |             |
| 2013 | R.I.P.D.                          | Nick Walker                                                                                   |                                                                                |             |
| 2014 | The Voices                        | Jerry Hickfang Bosco, Mr. Whiskers, The Deer, and Bunny Monkey (lồng tiếng)                   |                                                                                |             |
| 2014 | The Captive                       | Matthew                                                                                       |                                                                                |             |
| 2014 | A Million Ways to Die in the West | Cao bồi                                                                                       | Uncredited cameo                                                               |             |
| 2015 | Mississippi Grind                 | Curtis                                                                                        |                                                                                |             |
| 2015 | Woman in Gold                     | E. Randol Schoenberg                                                                          |                                                                                |             |
| 2015 | Self/less                         | Young Damian / Edward                                                                         |                                                                                |             |
| 2016 | Criminal                          | Bill Pope                                                                                     |                                                                                |             |
| 2016 | Deadpool                          | Wade Wilson / Deadpool                                                                        | Also producer                                                                  |             |
| 2017 | No Good Deed                      | Wade Wilson / Deadpool                                                                        | Short film; also writer                                                        |             |
| 2017 | Life                              | Rory Adams                                                                                    |                                                                                |             |
| 2017 | The Hitman's Bodyguard            | Michael Bryce                                                                                 |                                                                                |             |
| 2018 | Deadpool 2                        | Wade Wilson / Deadpool Juggernaut (lồng tiếng và ghi hình chuyển động) Chính mình (khách mời) | Also producer and writer; aka Once Upon a Deadpool (PG-13 version of the film) |             |
| 2019 | Great Bear Rainforest             | Người dẫn chuyện                                                                              | Phim tài liệu                                                                  |             |
| 2019 | Detective Pikachu                 | Detective Pikachu (lồng tiếng) / Harry Goodman                                                | Also facial motion capture for Pikachu                                         |             |
| 2019 | Hobbs & Shaw                      | Victor Locke (không được công nhận) Eteon Director (lồng tiếng)                               | Eteon Director credited under the pseudonym Champ Nightengale                  |             |
| 2019 | 6 Underground                     | One                                                                                           |                                                                                |             |
| 2020 | The Croods: A New Age             | Guy (lồng tiếng)                                                                              |                                                                                |             |
| 2021 | Hitman's Wife's Bodyguard         | Michael Bryce                                                                                 |                                                                                |             |
| 2021 | Deadpool and Korg React           | Wade Wilson / Deadpool                                                                        | Promotional short film; also director                                          |             |
| 2021 | Free Guy                          | Guy / Dude                                                                                    | Provides the voice and facial capture for Dude; also producer                  |             |
| 2021 | Red Notice                        | Nolan Booth                                                                                   |                                                                                |             |
| 2022 | The Adam Project                  | Adam Reed                                                                                     | Also producer                                                                  | [ 4 ] [ 5 ] |
| 2022 | Bullet Train                      | Carver                                                                                        | Uncredited cameo                                                               | [ 6 ]       |
| 2022 | Spirited                          | Clint Briggs                                                                                  | Also producer                                                                  | [ 7 ]       |
| 2022 | Shotgun Wedding                   | —                                                                                             | Executive producer only                                                        |             |
| 2023 | Ghosted                           | Jonas                                                                                         | Cameo                                                                          | [ 8 ]       |
| 2024 | IF                                | Cal                                                                                           | Also producer                                                                  | [ 9 ]       |
| 2024 | Deadpool & Wolverine              | Wade Wilson / Deadpool                                                                        | Post-production, also producer and writer                                      | [ 10 ]      |
| 2025 | Animal Friends                    | TBA                                                                                           | Filming; also producer                                                         | [ 11 ]      |
| TBA  | Mayday                            | CTB                                                                                           | [ 12 ]                                                                         |             |

### Truyền hình
| Năm              | Tiêu đề                                              | Vai                                      | Ghi chú |
| ---------------- | ---------------------------------------------------- | ---------------------------------------- | --- |
| 1991–1993        | Hillside                                             | Billy Simpson                            | 13 episodes; aka Fifteen |
| 1993–1994        | The Odyssey                                          | Macro / Lee                              | 13 episodes |
| 1994             | My Name is Kate                                      | Kevin Bannister                          | Television film |
| 1995–1998        | The Outer Limits                                     | Paul Nodel / Derek Tillman               | 3 episodes |
| 1995             | Serving in Silence: The Margarethe Cammermeyer Story | Andy                                     | Television film |
| 1996             | The X-Files                                          | Jay "Boom" DeBoom                        | Episode: "Syzygy" |
| 1996             | The John Larroquette Show                            | Tony Hemingway                           | Episode: "Napping to Success" |
| 1996             | When Friendship Kills                                | Ben                                      | Television film; aka A Secret Between Friends: 'A Moment of Truth' Movie                                                         |
| 1996             | Sabrina the Teenage Witch                            | Seth                                     | Television film |
| 1996             | In Cold Blood                                        | Bobby Rupp                               | Television miniseries |
| 1998–2001        | Two Guys and a Girl                                  | Michael "Berg" Bergen                    | Main Cast |
| 2003             | Scrubs                                               | Spence                                   | Episode: "My Dream Job" |
| 2004–2005        | Zeroman                                              | Ty Cheese (lồng tiếng)                   | 13 episodes |
| 2005             | School of Life                                       | Michael "Mr. D" D'Angelo                 | Television film |
| 2009, 2017, 2019 | Saturday Night Live                                  | Người dẫn chương trình / Chính mình      | Episode: "Ryan Reynolds/Lady Gaga" (Host) Episode: "Melissa McCarthy/Haim" (Cameo) Episode: "Will Ferrell/King Princess" (Cameo) |
| 2011, 2012, 2017 | Family Guy                                           | Chính mình / Người thừa cân (lồng tiếng) | 3 episodes |
| 2012             | Top Gear                                             | Chính mình                               | |
| 2013             | Murder in Manhattan                                  | —                                        | Executive producer; Television film                                                                                              |
| 2020             | Jeopardy! The Greatest of All Time                   | Chính mình                               | 1 episode |
| 2020             | Don't                                                | Commentator                              | Also executive producer |
| 2021             | Corner Gas Animated                                  | Chính mình (lồng tiếng)                  | Episode: "Ruby Re-Burn" |
| TBA              | Welcome to Wrexham                                   | Chính mình                               | Docuseries |

## Trò chơi điện tử
| Năm  | Tiêu đề                               | Vai                                | Ghi chú        |
| ---- | ------------------------------------- | ---------------------------------- | -------------- |
| 2011 | Green Lantern: Rise of the Manhunters | Hal Jordan / Green Lantern (thoại) |                |
| 2018 | Marvel Strike Force                   | Wade Wilson / Deadpool (thoại)     | iOS và Android |

## Các MV và web-video
| Năm  | Tiêu đề                                                      | Nghệ sỹ           | Vai                                   | Ghi chú                                  |
| ---- | ------------------------------------------------------------ | ----------------- | ------------------------------------- | ---------------------------------------- |
| 2009 | "Threw It on the Ground"                                     | The Lonely Island | Chính mình                            | Premiered on Saturday Night Live as Host |
| 2016 | "Honest Trailers – Deadpool (Feat. Deadpool)"                | Honest Trailers   | Wade Wilson / Deadpool (lồng tiếng)   |                                          |
| 2017 | "Honest Trailers – Logan (Feat. Deadpool) – 200th Episode!!" | Honest Trailers   | Wade Wilson / Deadpool (lồng tiếng)   |                                          |
| 2018 | "Honest Trailers – Deadpool 2 (Feat. Deadpool)"              | Honest Trailers   | Wade Wilson / Deadpool (lồng tiếng)   |                                          |
| 2018 | "Ashes"                                                      | Celine Dion       | Deadpool 2 opening credits theme song |                                          |
| 2019 | "You Need to Calm Down"                                      | Taylor Swift      | Thợ sơn                               | Cameo                                    |